# Рой (роман)
Рой (англ. The Swarm) — научно-фантастический роман Орсона Скотта Карда и Аарона Джонстона, и первая книга трилогии романов «Вторая Муравьиная война» в серии Игра Эндера. Он был выпущен 2 августа 2016 года.

## Сюжет
Первое вторжение на Землю было отражено коалицией корпоративных и международных вооруженных сил и китайской армии, но Китай был опустошен первоначальными усилиями Формики по искоренению форм жизни Земли и подготовке почвы для их собственного урегулирования. Уничтожение Китая поразило других народов планеты; что страх расцвел в решительные действия, когда ученые осознали, что единственный корабль, который нанес такой ущерб, был всего лишь скаутским кораблем. Правительство Земли было реорганизовано для защиты; теперь он состоит из Гегемона, планетарного чиновника, ответственного за то, чтобы держать все бывшие воюющие народы под контролем, и Полемарха, ответственного за организацию всех вооруженных сил планеты в новый Международный флот. Но амбиции и политика, жадность и корысть остаются. Именно Уилл Бингвен, Мазер Раккам, Виктор Дельгадо и Лем Юкес создают оружие, которое может эффективно защищать человечество.

## Персонажи
- Виктор Дельгадо — молодой, но талантливый механик который, вместе с отцом и молодым помощником, поддерживают «Эль-Кавадор» в рабочем состоянии.
- Концепсьон Кералес — капитан «Эль-Кавадора» и матриарх клана.
- Лем Джукс — сын магната Укко Джукса и капитан корпоративного корабля «Макарху».
- Капитан ДеУит Клинтон О'Тул — командир Мобильной оперативной полиции, международной организации, предназначенной для действий в любой стране.
- Лейтенант Мэйзер Ракхейм — молодой солдат-маори, которого О'Тул надеется завербовать в МОП.